# Рафал Радзішевський
Рафал Радзішевський (пол. Rafał Radziszewski; народився 10 липня 1981 у м. Сосновець, Польща) — польський хокеїст, воротар. Виступає за «Краковія» (Краків) у Польській Екстралізі.
Вихованець хокейної школи «Подгале» (Новий Тарг). Виступав за «Заглемб'є» (Сосновець), «Подгале» (Новий Тарг).
У складі національної збірної Польщі провів 52 матчі; учасник чемпіонату світу 2003 (дивізіон I), 2004 (дивізіон I), 2005 (дивізіон I), 2006 (дивізіон I), 2008 (дивізіон I), 2009 (дивізіон I) і 2011 (дивізіон I). У складі молодіжної збірної Польщі учасник чемпіонату світу 2001 (дивізіон I).
Чемпіон Польщі (2006, 2008, 2009, 2011).